# Гук (Зеландія)
Гук (нід. Hoek) — село в нідерландській провінції Зеландія. Входить до муніципалітету Тернезен.
Його площа — 33,29 км², а населення станом на 2021 рік становило 2940 осіб.
До 1970 року мало статус окремого муніципалітету.

## Галерея

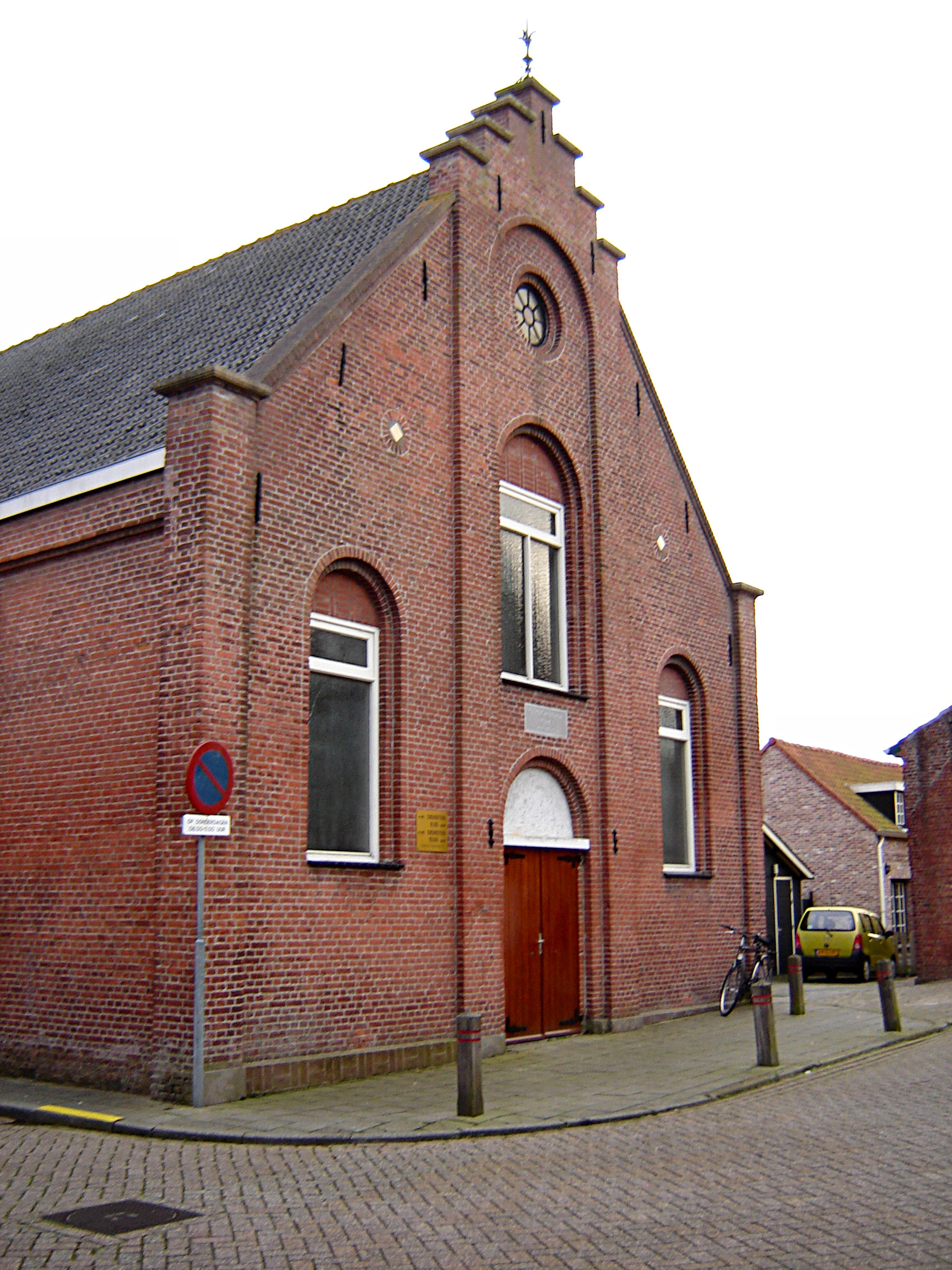
Реформістська церква
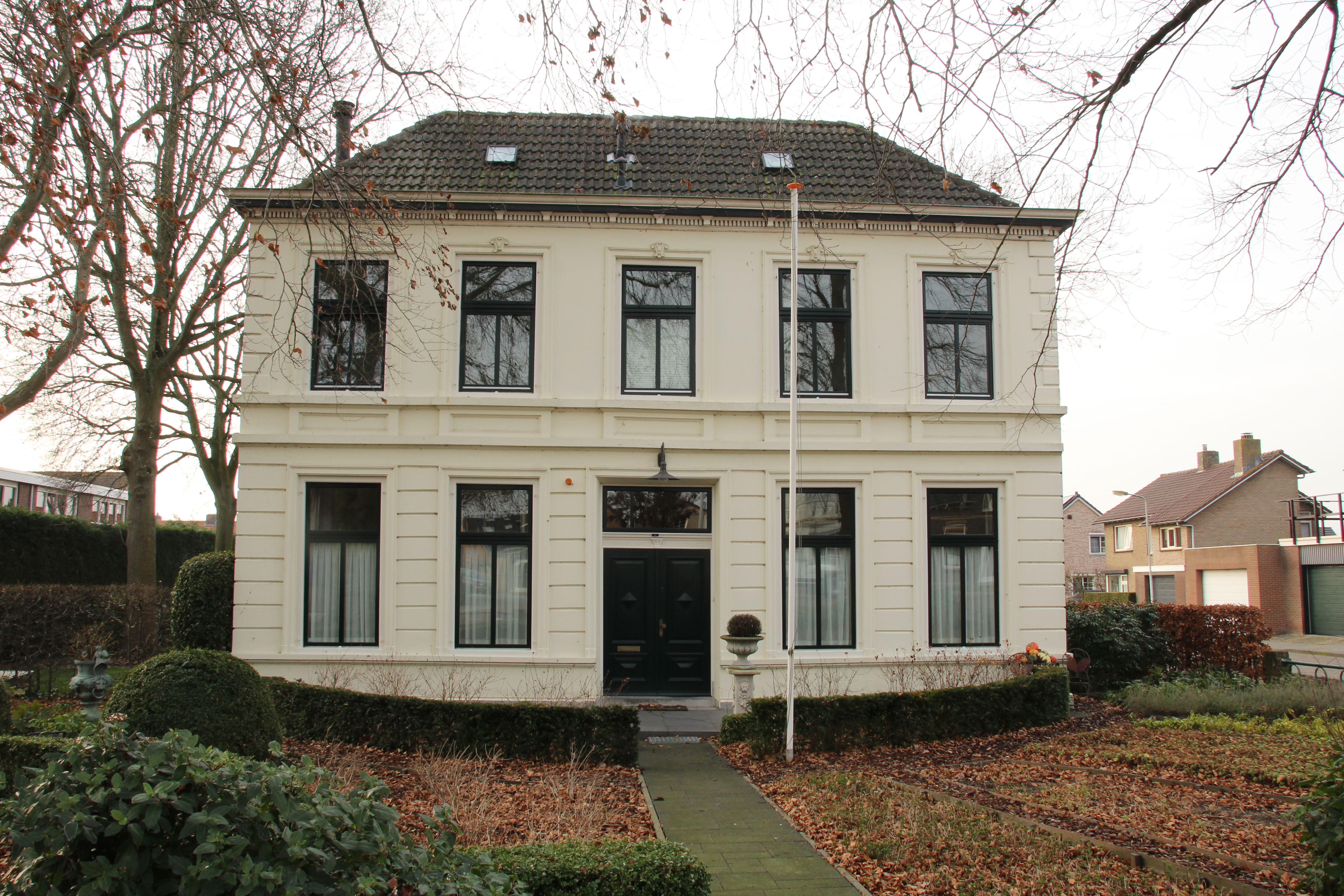
Вілла в селі
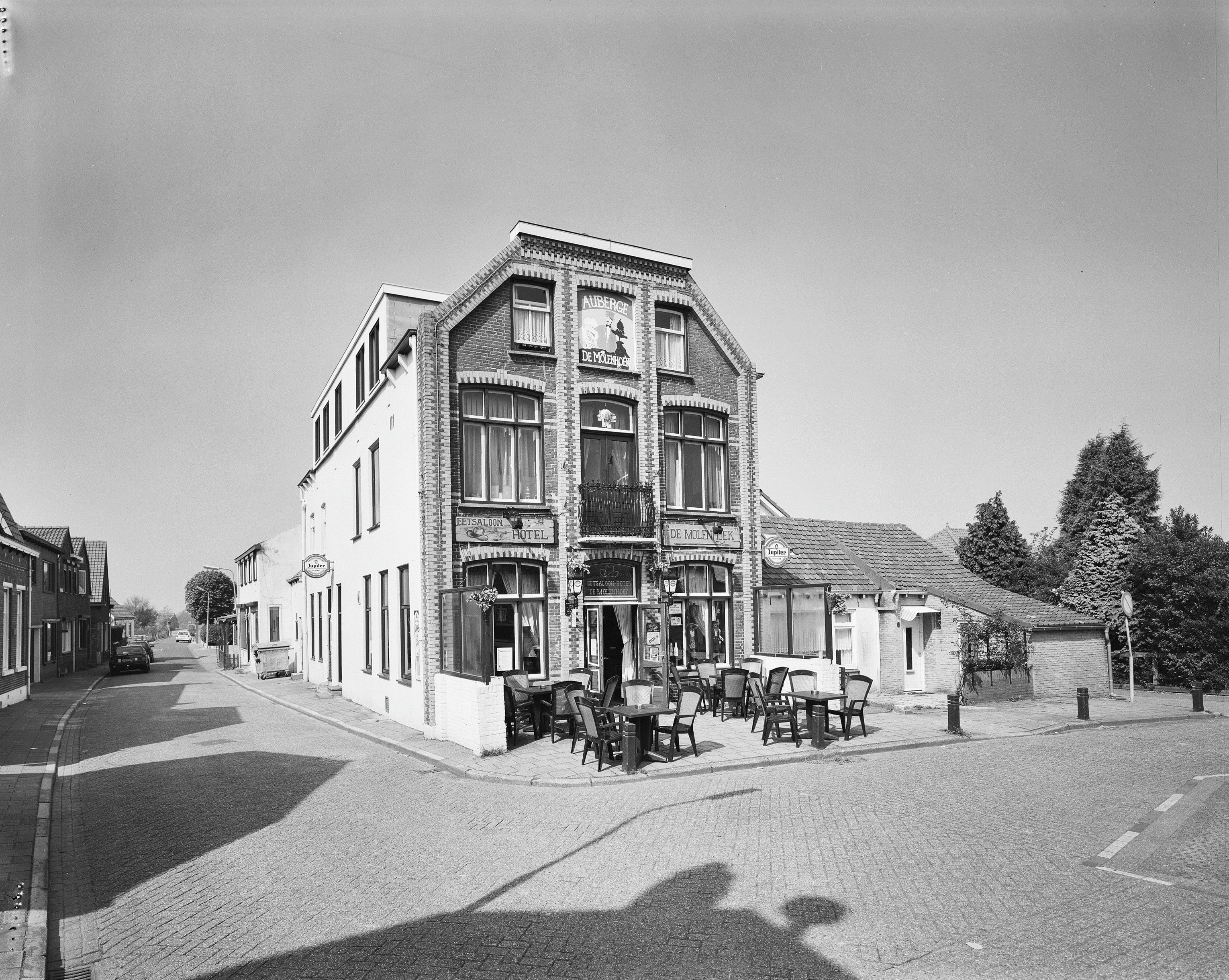
Готель у селі